# 조지 알라기아

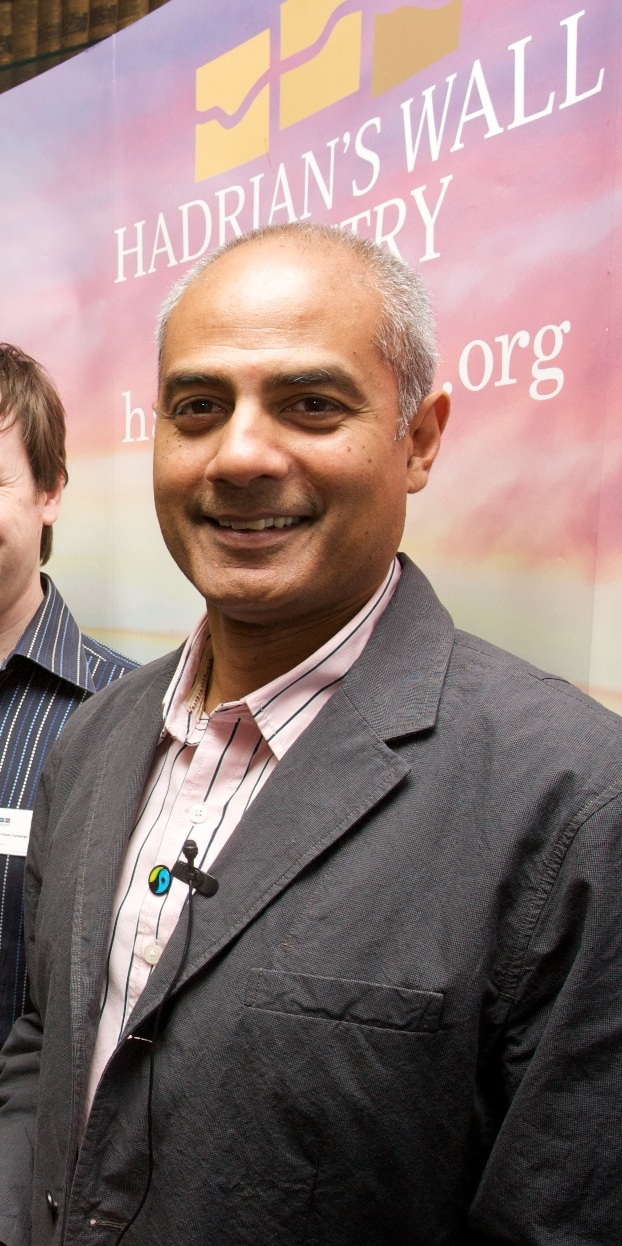
조지 알라기아(2009년)

조지 알라기아(George Maxwell Alagiah OBE, 1955년 11월 22일~2023년 7월 24일)는 스리랑카 출신의 영국 언론인이다.
2007년 12월 3일 이후 BBC 6시 뉴스의 단독 진행자를 맡고 있다. 또한 그는 BBC 월드 뉴스의 월드 뉴스 투데이의 주요 진행자로도 나오고 있다.

## 배경
알라기아 집안은 스리랑카 계통(타밀족)이며, 그는 그곳에서 태어났다. 그가 5살일 때 부모 따라 가나로 옮겨갔으며, 후에 영국으로 이주하여 햄프셔의 한 가톨릭계 보딩 스쿨에 다녔다.조지는 더럼 대학의 반 마일더트 콜리지(Van Mildert College)에서 정치학을 전공하였다. 대학시절에 그는 대학 신문의 편집자이면서 학생회 간부이기도 했다. BBC에 입사하기 전에 1982년부터 사우스 매거진에서 특파원으로 근무했었다.
그는 2004년 남아사아 쓰나미 참사이후 스리랑카에 있는 할아버지의 옛 집에 방문하였다. 쓰나미에 의해서 가옥이 파괴되었지만 그의 어린시절을 연상케하는 낡은 울타리의 흔적은 남아있었다고 한다.
그는 프란시스 로바탄과 혼인한 상태이다.

## 방송경력
알라기아는 사우스 매거진에서 여러 해에 걸쳐 인쇄 미디어에 대한 경력을 쌓고 1989년에 BBC에 입사하였다. 2000년 코소보 보도로 영국 아카데미 수상을 받은 팀에 속했었다. 그는 2002년에 신설된 채널인 BBC4의 뉴스 앵커를 맡았었다. 2003년 1월부터 2007년까지 BBC 6시 뉴스의 공동 진행자로 참여했으며 2007년 12월 3일부터는 그 뉴스의 단독 진행자가 되었다. 사실 그전에는 BBC 1시 뉴스를 진행하기도 했었다. 2006년 7월 3일 이후부터 지금까지 BBC 월드 뉴스의 월드 뉴스 투데이의 주요 앵커로 활동하고 있다. 그가 뉴스 앵커가 되기 전에는 BBC의 이름난 해외 특파원으로 활약했었고, 이와 관련한 공로로 여러 상을 수상받았다. 2008년 명예 OBE 훈장을 받았다.

## 참고 문헌
- BBC Newswatch 프로필 (영문)
- (경력 관련하여 World People 블로그에 나온 자료 - 영문)
- BBC World: George Alagiah joins BBC World to present new peak-time news programme (영문)